# Schlossturm (Cottbus)

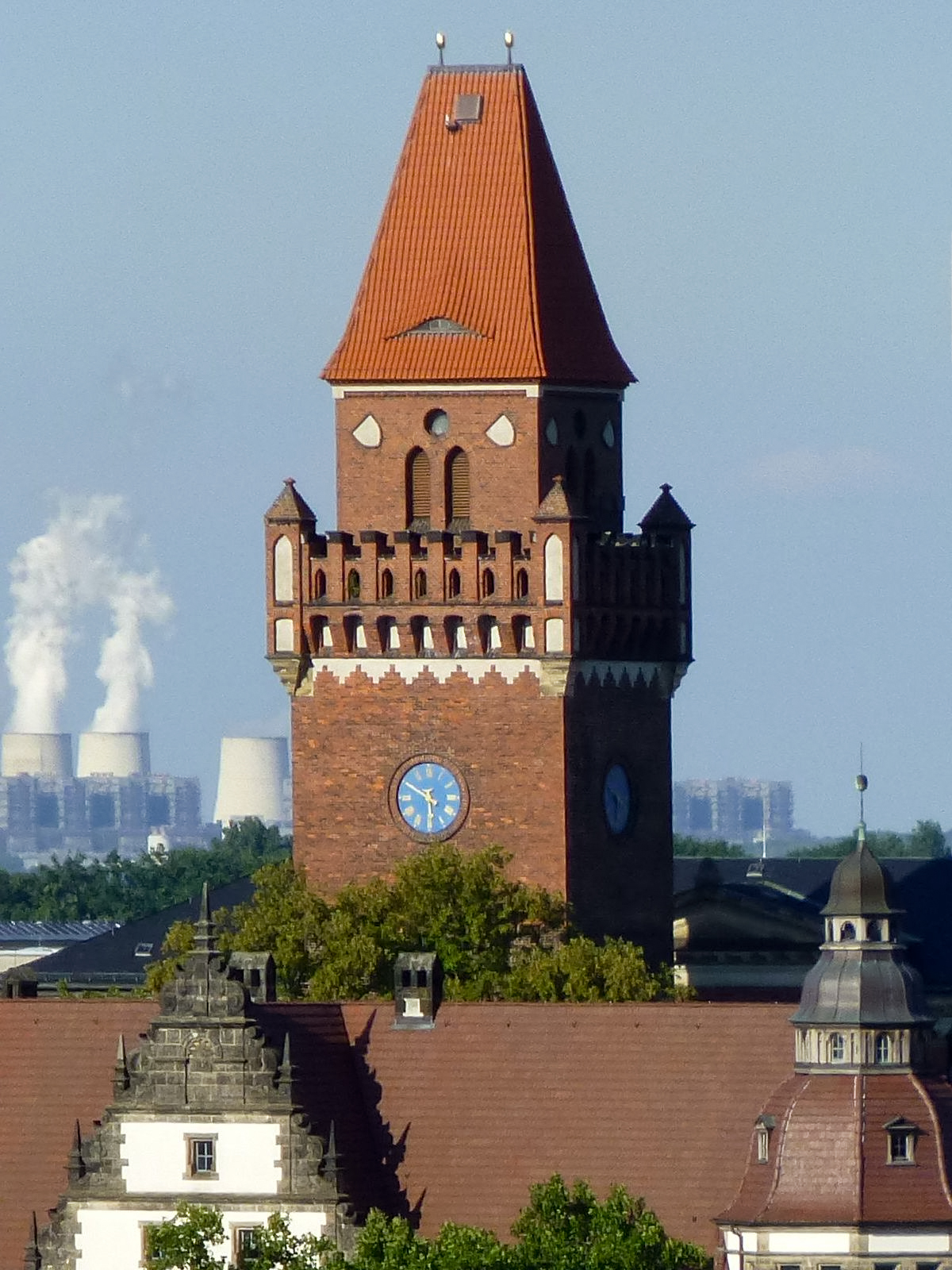
Der Oberteil Schlossturm in Cottbus (2018)

Der Schlossturm bzw. Bergfried ist der einzige erhaltene Teil des früheren Fürstenhauses der Stadt Cottbus in Brandenburg, das im Jahr 1857 abgerissen wurde, nachdem es bei einem Brand zerstört worden war. Der Turm befindet sich im Cottbuser Stadtteil Mitte vor dem Gebäude des Landgerichts und steht unter Denkmalschutz. Der Unterbau des Schlossturms aus dem frühen 13. Jahrhundert gilt als das älteste erhaltene Bauwerk der Stadt.

## Geschichte

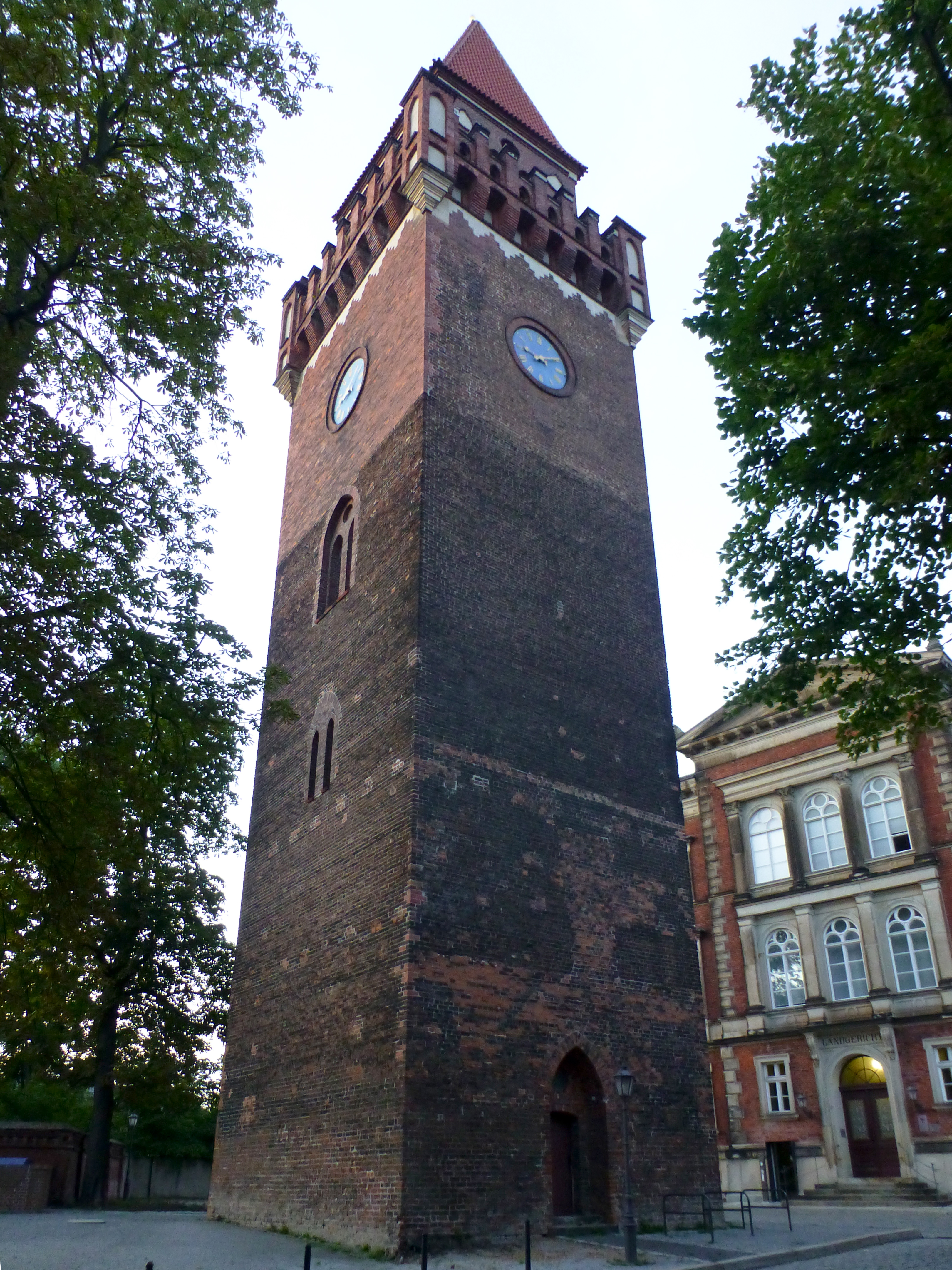
Schlossturm mit Unterteil aus dem 13. Jahrhundert (2018)

Die Bauzeit für den Unterbau des Schlossturmes wird auf die Zeit zwischen 1201 und 1215 datiert. Nach dem Stadtbrand von 1600 wurde das Cottbuser Herrenhaus neu aufgebaut und der Turm instand gesetzt. In den Jahren 1664, 1742, 1791 und 1794 erfolgten weitere Reparaturmaßnahmen. Am 24. August 1857 brannte der Schlossturm ab, nachdem ein in der Spinnerei des Fürstenhauses ausgebrochenes Feuer auf das gesamte Gebäude übergegriffen hatte. Der Gutsbesitzer von Seydel wollte den Turm daraufhin abreißen lassen. Um dies zu verhindern gründete sich im Jahr 1870 der „Schloßturmbau-Verein“ mit dem Ehrenpräsidenten Hermann von Pückler-Muskau, der Spenden für einen Wiederaufbau des Turms sammelte. Gleichzeitig plante die Cottbuser Justizbehörde, den Turm abreißen zu lassen, da dieser den Bereich des Landgerichts verdunkeln und die mittlere Gebäudeachse verdecken würde. Später sah man von diesen Plänen wieder ab.
Auf Gesuch des Bauvereins wurden diesem durch Kaiser Wilhelm I. insgesamt 5000 Taler bewilligt und der Regierungsbaurat von Morstein wurde mit der Erarbeitung einer Vorgehensweise zum Wiederaufbau des Turms beauftragt. Zudem existierte bereits ein Vorentwurf des Fürsten Pückler. Der Entwurf, nach dem der Neubau von Turmschaft und dem Oberteil des Turms letztlich erfolgte, stammt vermutlich von Ferdinand von Arnim. Der Wiederaufbau erfolgte unter der Leitung des Kreisbaumeisters Frick und wurde 1877 fertig gestellt. Für den Bau wurden 15.500 Mark durch das Deutsche Reich, 7640 Mark durch den Turmbauverein und 2100 Mark durch die Stadt Cottbus zur Verfügung gestellt.
Im Jahr 1931 wurde eine Glocke aus der Gießerei der Gebrüder Ulrich aus Apolda im Schlossturm angebracht. Zwischen 1955 und 1958 sowie in den Jahren 1961 und 1967 erfolgten kleinere Restaurierungsarbeiten, unter anderem wurde der Treppenaufgang ersetzt und die ursprünglich mit Schiefer ausgeführte Dacheindeckung wurde durch Mönch-Nonne-Ziegel ersetzt. Ab 1980 wurde der Schlossturm zu einem Aussichtsturm umgebaut. Im Jahr 2013 erhielt der Turm eine neue Dachdeckung; 2024 erfolgt eine Mauerwerkssanierung, nachdem einzelne Mauersteine herausgebrochen waren.

## Architektur
Der Schlossturm hat über dem Bergplateau eine Höhe von 47,68 Metern und einen verzogenen rechteckigen Grundriss; die Nordseite ist 8,67, die Südseite 8,82, die Westseite 9,80 und die Ostseite 9,68 Meter lang. Der im 13. Jahrhundert erbaute schmucklose Unterteil reicht in eine Höhe von etwa 20 Metern. Das Mauerwerk ist als Läufer-Läufer-Binder-Verband ausgeführt und hat eine Stärke von bis zu drei Metern. Darüber befindet sich der 1877 fertiggestellte Turmschaft und ab einer Höhe von 31 Metern der umgehbare Oberteil. Der Turmschaft hat eine hohe Zinnenbrüstung mit Spitzbogenblenden und Wehrerker an den Eckpfeilern. Der Aufsatz ist mit spitzbogigen Öffnungen versehen und hat ein etwa zehn Meter hohes Walmdach mit einer Fledermausgaube. Auf dem Dachfirst sind zwei Turmkugeln angebracht.
Unterhalb des Aussichtsbereiches ist an jeder Turmseite eine Uhr mit blauem Ziffernblatt angebracht. An der Westseite des Schafts befinden sich außerdem mehrere spitzbogige Fenster und an der Südseite ein spitzbogiges Eingangsportal, die während der 1876 und 1877 erfolgen Baumaßnahmen in den mittelalterlichen Unterteil eingebaut wurden. Im Inneren des Schlossturms befindet sich eine umlaufende Holztreppe mit zwei Holzpodesten als Aussichtsplattformen. Auf der Höhe des unteren Podests befindet sich das eingehauste Uhrwerk und auf der Höhe des oberen Podests die Turmglocke.